# Desierto de Gobi
El desierto de Gobi (en mongol: Говь; en chino, 戈壁; pinyin, gē bì) es una gran región desértica situada entre el norte de China y el sur de Mongolia. Se puede considerar uno de los desiertos, o zonas desérticas, más grandes e importantes del mundo. Lo rodean las montañas de Altái y las estepas de Mongolia, por el norte; la meseta del Tíbet, por el suroeste; y la llanura del Norte de China, por el sureste. El Gobi está compuesto por diferentes regiones geográficas y ecológicas, basadas en sus variaciones de clima y topografía. El origen climático de este desierto se debe a una gran sombra orográfica por su cercanía al Himalaya.
Históricamente, el desierto de Gobi destaca por haber sido parte del Imperio mongol y por la localización de varias ciudades importantes a lo largo de la Ruta de la Seda, ahora conectadas por carreteras y pistas. El ferrocarril Transmongoliano también lo atraviesa, con una ruta que une Ulán Bator con Pekín.
Arqueólogos y paleontólogos han hecho excavaciones en la cuenca del Nemegt, en la parte noroeste del desierto de Gobi en Mongolia. La zona es conocida por sus tesoros fósiles, incluyendo mamíferos prehistóricos, huevos de dinosaurio y utensilios de piedra prehistóricos.

## Toponimia

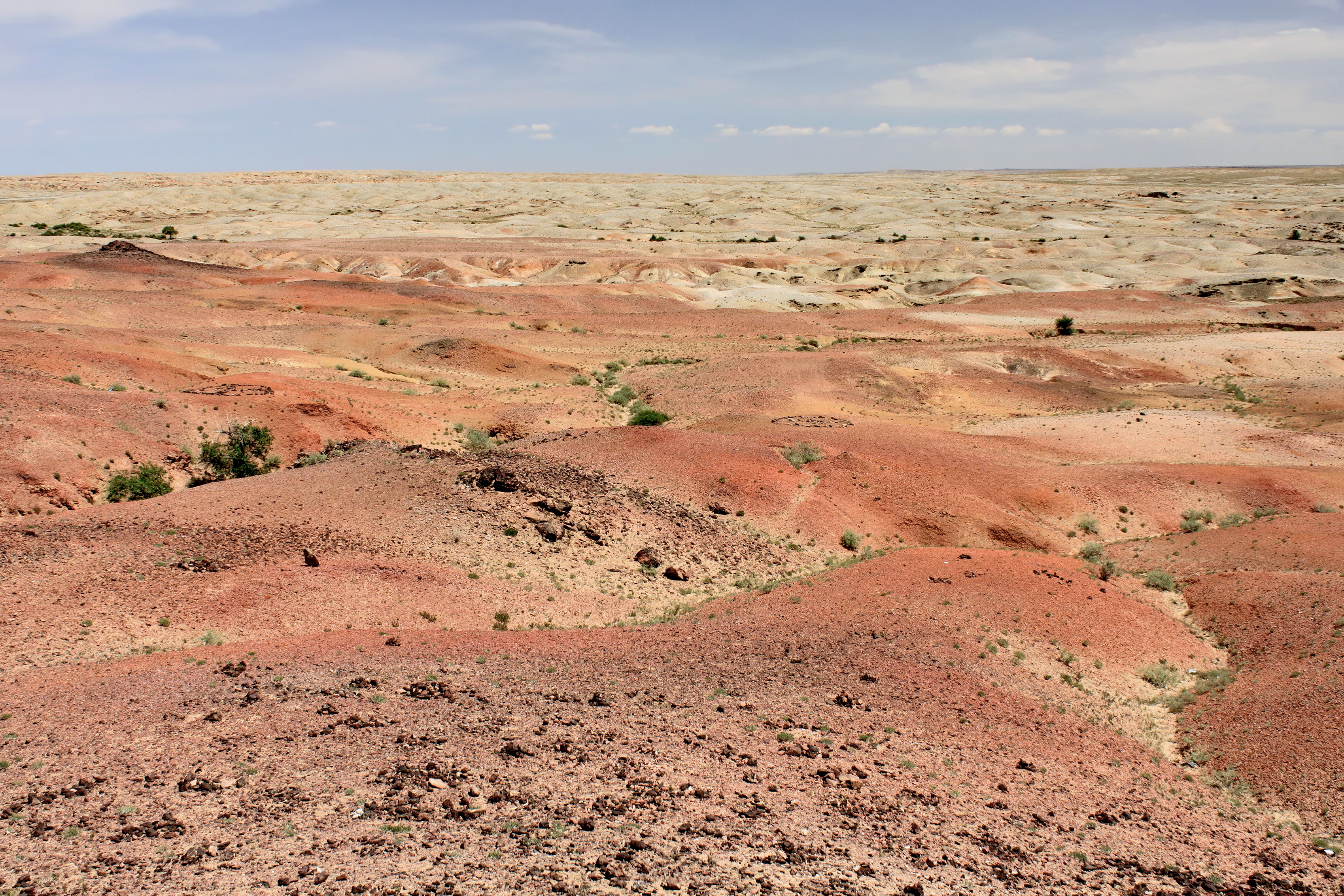
Paisaje del desierto de Gobi. Provincia de Dornogovi, Mongolia.

La palabra «Gobi» es ambigua, ya que ni en Mongolia ni en China se utiliza para describir una zona específica. En lugar de ello, el mongol «Gobi» (Говь) (y el chino gē bì) se utilizan para describir genéricamente el paisaje de rocas y de guijarros del Asia Central. En China, a los desiertos arenosos calientes se les denomina «Xamo» (o «Shāmò», 沙漠), que se usa incorrectamente para denominar el Gobi, ya que solo una pequeña parte es un desierto arenoso. También a veces se le llama Hànhǎi (en chino, 瀚海; literalmente, ‘lago seco sin fin’).

## Geografía
En su definición más aceptada, el Gobi incluye el largo tramo de desierto y de zona semidesértica que se extiende: al oeste, desde el pie de las montañas Pamir en dirección este hasta las montañas Gran Khingan, en la frontera de Manchuria, y al norte, desde las estribaciones meridionales de las cadenas montañosas de Altái, Sayanes, y Yablonoi, en dirección sur hasta las cordilleras del Kunlun, Altyn-Tagh y montañas Qilian, que forman los bordes septentrionales de la meseta Tibetana.
Un área relativamente grande en el lado este de las montañas Gran Khingan, entre el curso superior del río Songhua (Sungari) y el curso superior del río Liao, también a veces se considera convencionalmente que pertenece al Gobi. Algunos geógrafos y ecologistas prefieren considerar solamente la zona occidental de la región de Gobi (como se define más arriba), siendo la cuenca del Tarim, en la provincia china de Xinjiang y la cuenca desértica del Lop Nor y Hami (Kumul), otra parte separada e independiente denominada Taklamakán.
El Gobi tiene más de 1610 km de suroeste a noreste y unos 800 km de norte a sur. El desierto se ensancha en el oeste, a lo largo de la línea que une el lago Bosten y el Lop Nor (87-89°E). En 2007 comprendía un arco de una superficie de 1 295 000 km², siendo el quinto desierto mayor del mundo y el más grande de Asia. Gran parte del Gobi no es de arena, sino de roca desnuda expuesta.

### Clima
El clima del desierto de Gobi es extremo. También da lugar a rápidos cambios de temperatura que ocurren no solo a lo largo del año sino en un mismo día (cambios de hasta 40 °C [89 °F]).
Incluso al sur de Mongolia las temperaturas suelen descender hasta los –32,8 °C (–27 °F), mientras que en Ala-shan sube hasta los 37 °C (98,6 °F) en julio.
Las mínimas promedio en invierno rondan los –40 °C (–40 °F), mientras que en verano las temperaturas van de moderado a caliente, con máximas de 45 °C (113 °F). La mayor parte de la precipitación que recibe cae durante verano.
Aunque los monzones del sureste llegan a las regiones orientales del Gobi, toda el área se caracteriza por su aridez extrema, especialmente durante el invierno. A ello se debe las tormentas de hielo y nieve que ocurren durante la primavera y principios del verano.

## Conservación, ecología y economía

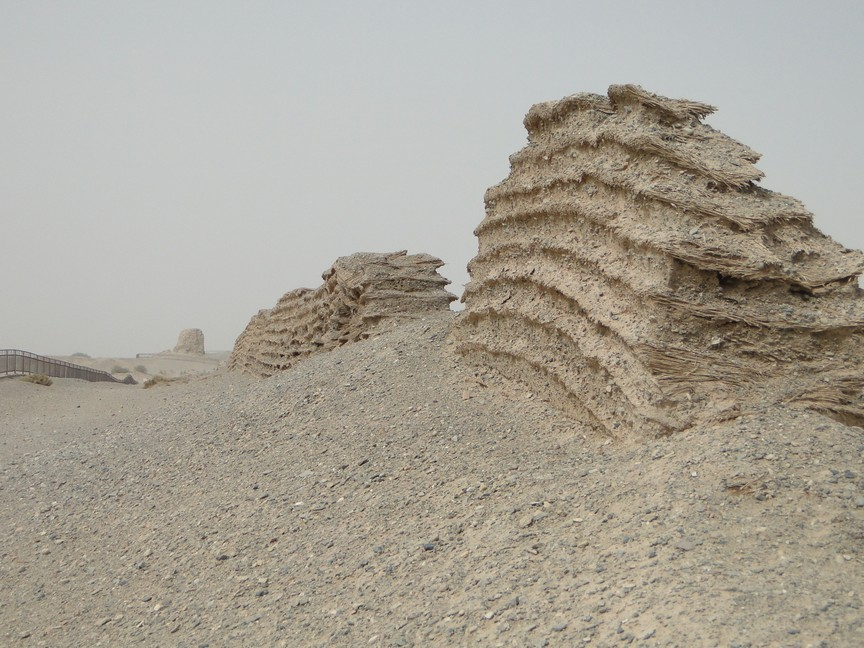
Los restos de la Gran Muralla china en el desierto de Gobi

El Gobi es la fuente de algunos de los hallazgos de fósiles más importantes de la historia, incluyendo los primeros huevos de dinosaurio.
El desierto y regiones circundantes proveen alimento para muchos animales, incluyendo la gacela persa, el turón veteado y el chorlitejo. Ocasionalmente, el área es visitada por leopardos de las nieves, osos pardos y lobos. También se destacan un número de arbustos adaptados a las sequías, tales como la Salsola passerina, la Artemisia cana y pastos de poca altura, como Stipa sp. (esparto, paja brava) y Cleistogenes squarrosa.
El área es vulnerable por el paso de ganado y vehículos todoterreno (el impacto de los humanos es mayor en la parte oriental del desierto, donde cae más lluvia y, por lo tanto, puede sostenerse ganado). En Mongolia, las zonas de pasto se han visto reducidas por la crianza de cabras de cachemira por pastores nomádicos. Las tendencias económicas sobre la privatización del ganado y el colapso de la economía urbana ha hecho que la gente retome los estilos de vida campestres, movimiento que es contrario al urbanismo y que ha provocado un incremento en la cantidad de pastores nómadas y la crianza de ganado.
El desierto está en un proceso de crecimiento, a causa de una combinación de factores, entre ellos el aumento de la población y su correspondiente mayor actividad económica: el exceso de pastoreo y de una prolongada sequía que han contribuido a la expansión de la superficie del desierto de Gobi a una velocidad de tres kilómetros al año. Para intentar detener el avance del desierto el gobierno chino está implementando una Gran muralla verde, un proyecto de forestación de grandes dimensiones que se prevé completarlo hacia el año 2074, cuando alcanzaría una longitud de 4500 kilómetros.

## Ecorregiones del desierto de Gobi

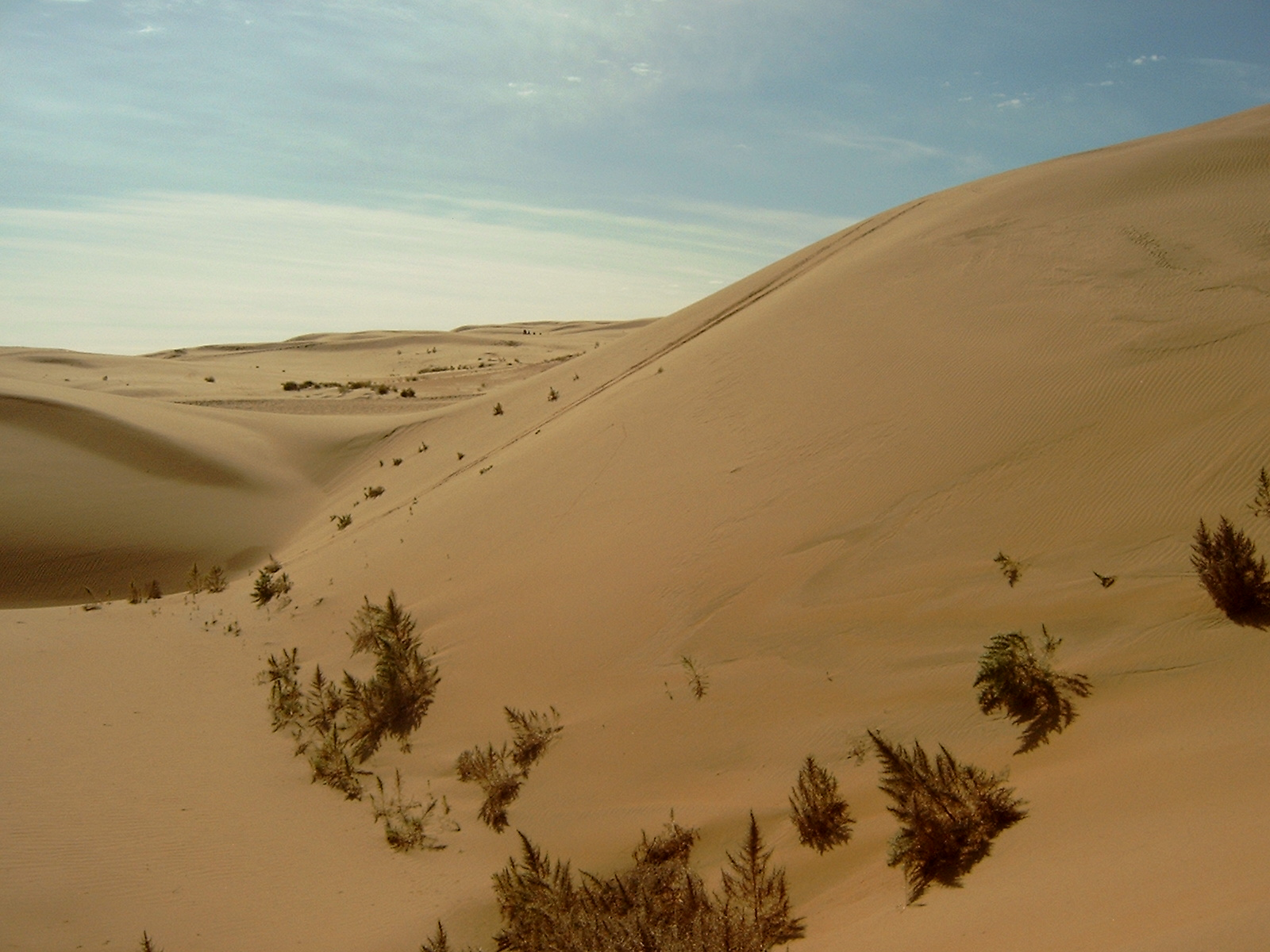
Dunas de arena en la Región Autónoma de Mongolia Interior, China

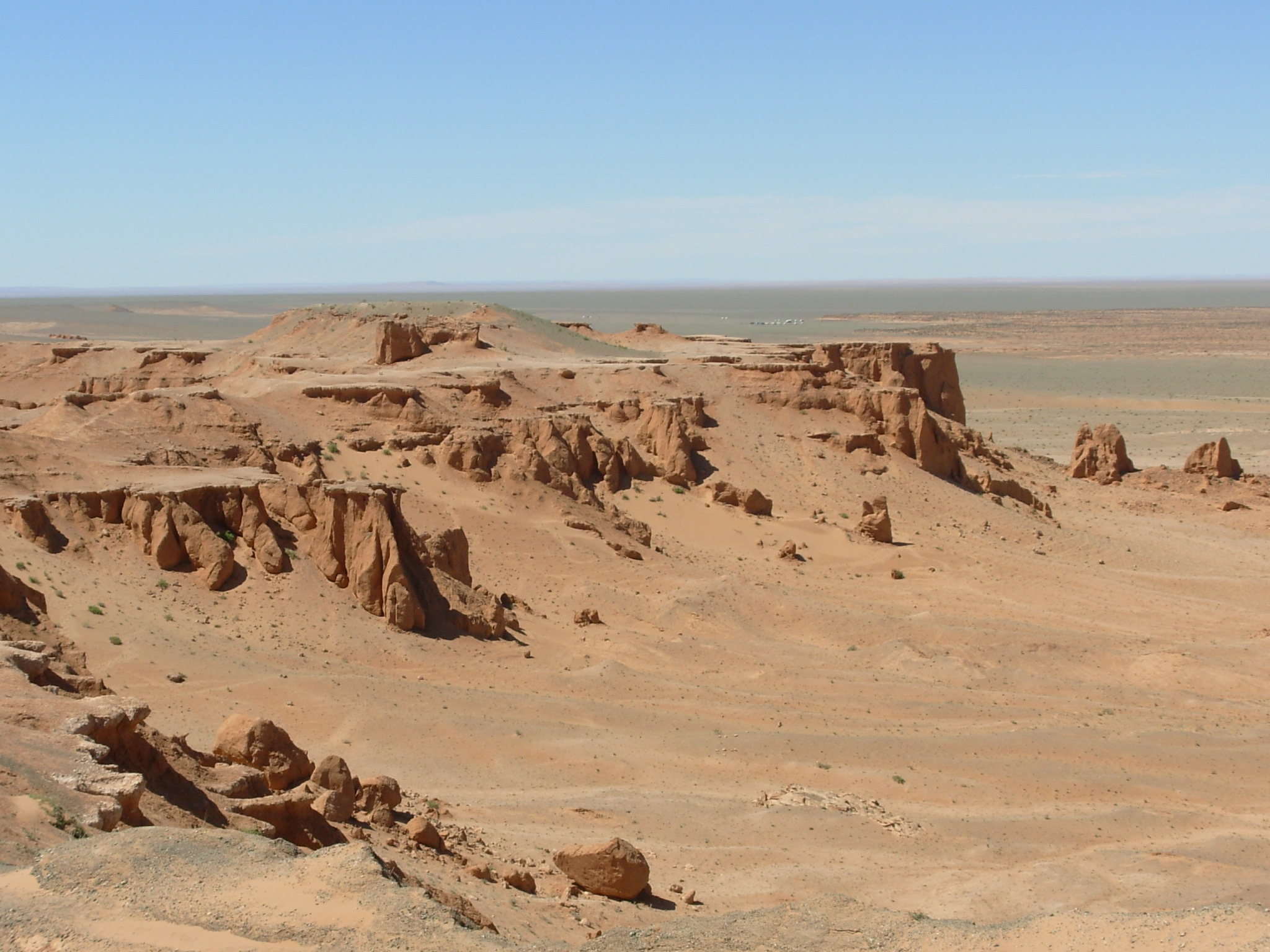
Acantilados Llameantes en Mongolia

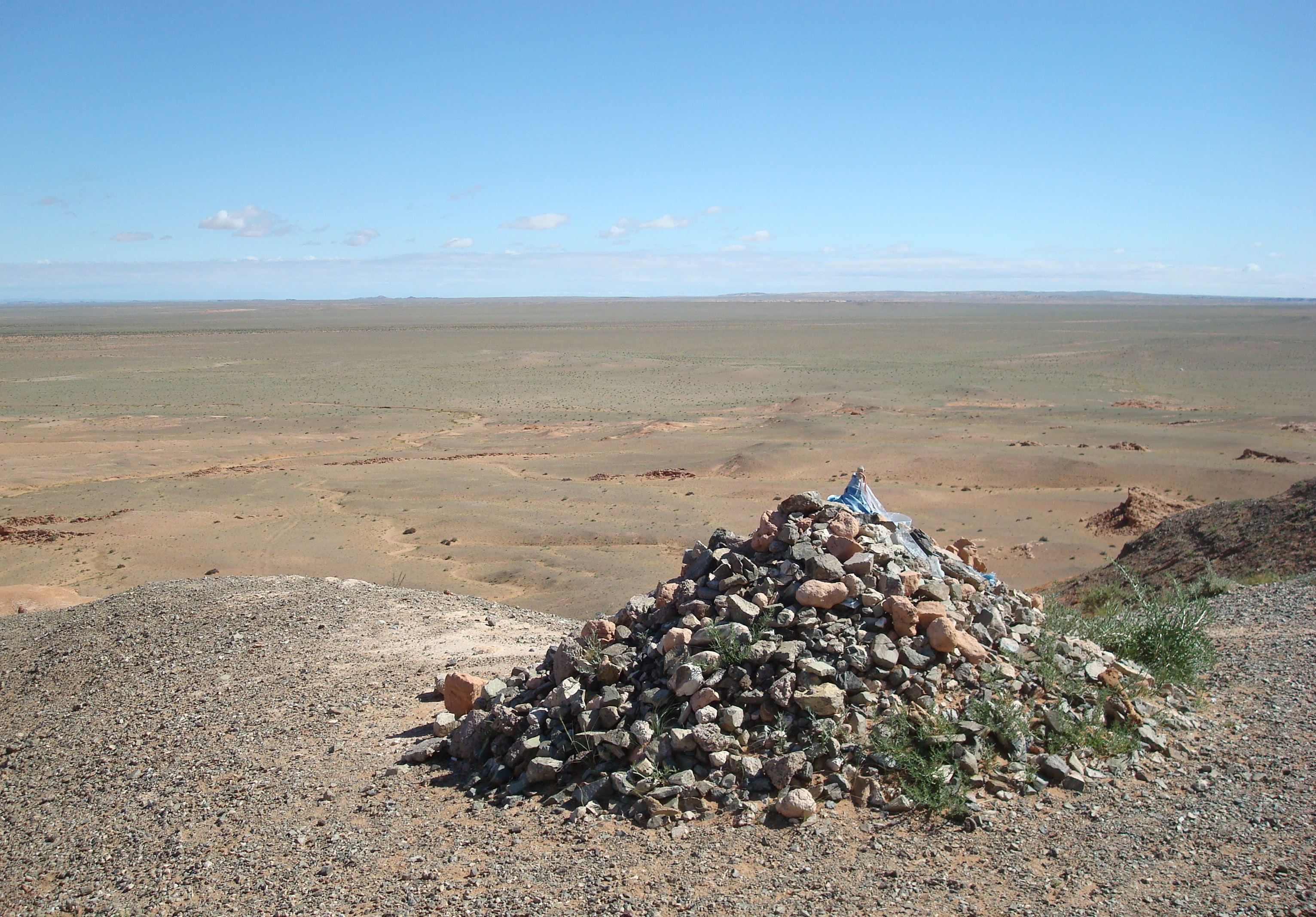
Ovoo sagrado en el desierto de Gobi

En su definición más amplia, el desierto de Gobi puede dividirse en cinco ecorregiones desérticas y semidesérticas.
- La estepa oriental del desierto de Gobi es la región más al este, y cubre un área de 281 800 km². Se extiende desde la meseta de Mongolia Interior, en China, hacia Mongolia propiamente. Comprende las montañas Yin y otras áreas bajas donde existen depósitos de sal y pequeñas charcas. Está bordeada por la sabana mongola-manchuria, en el norte, la planicie del río Amarillo, en el sureste, y la meseta semidesértica de Ala Shan, en el suroeste y este.

- La meseta semidesértica de Ala Shan se localiza al oeste y suroeste de la estepa oriental del desierto de Gobi. Comprende la cuenca desértica y las montañas ubicadas entre el Gobi Altái, al norte, las montañas de Helan, al sureste, y las montañas de Qilian y la porción nororiental de la meseta tibetana, al suroeste.

- La ecorregión de la estepa desértica del valle de los Lagos de Gobi se ubica al norte de la meseta semidesértica de Ala Shan, entre la cordillera de Gobi Altái, al sur, y los montes Hangai, al norte.

- El semidesierto de la cuenca Zungaria comprende la cuenca desértica ubicada entre las montañas de Altái, al norte, y la cordillera de Tian Shan, al sur. Incluye la porción norte de la provincia china de Xinjiang y se extiende hasta el extremo suroriental de Mongolia. El semidesierto de la Meseta de Ala Shan ubica al este, y la estepa del valle de Emin, al oeste, en la frontera con China y Kazajistán.

- La cordillera de Tian Shan separa el semidesierto de la cuenca de Junggar del desierto de Taklamakán, que es una cuenca desértica baja y arenosa que está rodeada por las altas montañas de la meseta del Tíbet, hacia el sur, y las montañas Pamir, hacia el oeste. La ecorregión desértica de Taklamakan incluye el desierto de Lop Nor.

### Estepa oriental del desierto de Gobi
En esta zona, la superficie es extremadamente diversa, aunque no hay una diferencia significativa en elevación. Entre Ulán Bator (48° N, 107° E) y el pequeño lago de Iren-dubasu-nor (43°45′N 111°50′E / 43.750, 111.833) la superficie es muy erosionada, y consiste de amplias depresiones y cuencas planas separadas por grupos de montañas con cimas llanas y de pequeña elevación (150-180 m), a través de las cuales sobresalen conglomerados de rocas arcaicas entre peñascos y masas escabrosas aisladas. Los suelos de las depresiones están entre los 900-1000 m sobre el nivel del mar. Más al sur, entre Iren-dutiasu-nor y Hwang-ho hay una zona de mesetas en alternancia con planicies, estas últimas con altitudes entre los 1000-1100 m, mientras que las primeras se elevan entre los 1070-1200 m. Las pendientes de las mesetas son más o menos empinadas, a veces penetradas por «bahías» de tierras bajas. Según se aproximan al borde con Khingan, el terreno se eleva hasta los 1370 m y luego a los 1630 m. Aquí, frecuentemente las depresiones se llenan de pequeños lagos de agua generalmente salada o salobre. Tanto aquí como hasta 320 km hacia el sur de Ulán Bator, son frecuentes los manantiales, y las hierbas crecen con relativa abundancia. No obstante, en todas las regiones centrales, y hasta alcanzar las montañas fronterizas, predomina la ausencia de árboles y arbustos. Las formaciones principales son de arcilla y arena; los cursos de agua, especialmente en el norte, excavan profundidades de entre 2-3 m, y en muchos lugares en los valles secos y depresiones más al sur quedan expuestos lechos de lœss (roca sedimentaria) de 5-6 m de espesor. Al oeste de la ruta de Ulán Bator a Kalgan, el territorio presenta generalmente las mismas características, a excepción de las montañas, que no están tan irregularmente esparcidas en grupos, sino que se levantan más definidas, especialmente de este a oeste, de oeste-noroeste a este-sureste, y de oeste-suroeste a estenoreste.
Las altitudes son igualmente mayores: las tierras bajas se elevan de 1000-1700 m, y las sierras unos 200-500 m más, aunque en algunos casos alcanzan los 2400 m. Estas elevaciones, sin embargo, no son cadenas continuas, sino crestas cortas y grupos que se alzan sobre una base común, intersectadas por laberintos de barrancos, torrenteras, cañadas y cuencas. Pero las mesetas, compuestas de depósitos rojos horizontales del Han-hai, que son características de las regiones sureñas del oriente de Mongolia, no están presentes en esta zona u ocurren solo en una localidad, cerca del río Shara-muren, y luego son frecuentemente intersectadas por torrenteras o cursos de agua secos. Aquí hay gran escasez de agua, no hay manantiales, ni lagos, ni pozos; en raras ocasiones se produce muy poca precipitación. Los vientos prevalentes provienen del oeste y el noroeste, y una cortina de polvo se coloca sobre el territorio, como ocurre en Takla Makan y el desierto de Lop.
La flora predominante en esta zona está compuesta de ajo silvestre, Kalidium gracile, ajenjo, saxaul, Nitraria schoberi, Caragana, efedra, Bataceae y Lasiagrostis splendens. La taana, o cebolla cimarrona (Allium polyrhizum), es la hierba más consumida por los rebaños; los mongoles reclaman que la misma es esencial para producir el sabor correcto del airag (leche de camello fermentada).
Este gran desierto de Gobi es atravesado por varias rutas comerciales, algunas de las cuales han sido empleadas durante miles de años. Entre las más importantes están la que va de Kalgan, en la frontera con China, hasta Ulán Bator (960 km); la de Suzhou (en Gansu) a Hami (670 km); la de Hami a Pekín (2000 km); la de Kwei-hwa-cheng (o Kuku-khoto) a Hami y Barkul; y la de Lanzhou (en Gansu) a Hami.

### Meseta semidesértica de Ala Shan
La porción suroccidental del desierto de Gobi, también conocida como Hsi-tau y Pequeño Gobi, ocupa el espacio que circundan el gran lazo norteño del Huang He —o río Amarillo— al este; el río Ejin, al oeste; las montañas de Qilian y la estrecha cadena rocosa de Longshou (Ala-shan), de 3200-3500 m de altitud, por el suroeste. El desierto de Ordos, que cubre el área nororiental de la meseta de Ordos, forma parte de esta ecorregión. Pertenece a la cuenca central que forman las tres depresiones en las que el Potanin divide al Gobi. «Topográficamente —comenta Przevalski— es una llanura perfectamente nivelada, que con toda probabilidad constituyó el fondo de un gran lago o mar interior». Los datos en los que basa esta conclusión es el nivel del área llana en conjunto, la arcilla de alta salinidad, la arena esparcida sobre la superficie y los lagos salados que ocupan las partes más bajas.
En cientos de kilómetros no hay nada más que arena; en algunas partes continúa tan lejos sin interrupción que los mongoles las llaman Tengger (cielo). Estas grandes extensiones son completamente áridas, ni siquiera algún oasis alivia las expansivas arenas amarillas en alternancia con zonas igualmente amplias de arcilla salina o, cerca de la base de las montañas, con guijarros estériles. Aunque en conjunto es un terreno nivelado, con una altura general de 1000 a 1500 m, esta sección, al igual que la mayoría de las otras partes del Gobi, está enmarcada por una red de montañas y sierras entrecortadas que se elevan unos 300 m o más sobre el promedio.
La vegetación se limita a una variedad de arbustos y una docena de hierbas y pastos, las más prominentes son el saxaul (Haloxylon ammodendron) y Agriophylum gobicum. Las demás incluyen convolvulus, Artemisia campestris, acacia, Inula ammophila, Sophora flavescens, Convolvulus ammanii, Peganum y Astragalus, todas ellas, enanas, deformes y raquíticas.
La fauna es escasa: antílopes, leopardos, lobos, zorras, liebres, erizos, martas, numerosas lagartijas y algunas aves, como gangas, alondras, tarabillas, gorriones, grullas, arrandejos terrestres de Henderson, alondras cornudas y alondras crestadas. Los únicos habitantes humanos del Ala-shan son los mongoles de Torgod.

## Exploraciones europeas hasta 1911
El desierto de Gobi ha tenido una larga historia de ocupación humana, mayormente de pueblos nómadas. Al comienzo del siglo XX, la región estaba bajo el control nominal de China, pero habitado principalmente por mongoles, uigures y kazajos. El desierto en sí solo se conocía parcialmente por los extranjeros, y la información disponible se limitaba a las aportaciones de viajeros solitarios que cruzaban por él por interés propio. Entre los exploradores europeos que contribuyeron al conocimiento del Gobi hasta entonces, se destacan:
| - Marco Polo (1273-1275) - Jean-François Gerbillon (1688-1698) - Eberhard Isbrand Ides (1692-1694) - Lorenz Lange (1727-1728 y 1736) - Fuss y Alexander G. von Bunge (1830-1831) - Hermann Fritsche (1868-1873) - Pavlinov y Z.L. Matusovski (1870) - Ney Elias (1872-1873) - N. M. Przevalski (1870-1872 y 1876-1877) - Zosnovsky (1875) - Mijaíl V. Pevtsov (1878) | - Grigory N. Potanin (1877 y 1884-1886) - Count Béla Széchenyi y Lajos Lóczy (1879-1880) - Los hermanos Grum-Grzhimailo (1889-1890) - Pyotr Kuzmich Kozlov (1893-1894 y 1899-1900) - Vsevolod I. Roborovsky (1894) - Vladimir A. Obruchev (1894-1896) - Karl Josef Futterer y Dr. Holderer (1896) - Charles-Etienne Bonin (1896 y 1899) - Sven Hedin (1897 y 1900-1901) - K. Bogdanovich (1898) - Ladyghin (1899-1900) y Katsnakov (1899-1900) |

## El desierto de Gobi en la cultura popular
El desierto de Gobi se destaca por ser un lugar particularmente remoto, hostil y exótico.
- En la edición especial de la película de ciencia ficción de 1977, Close Encounters of the Third Kind, el barco S.S. Cotopaxi, perdido en circunstancias misteriosas en diciembre de 1925 mientras iba en ruta de Charleston, Carolina del Sur, a La Habana, Cuba, es extrañamente encontrado en la porción mongola del desierto de Gobi.
- El filme El vuelo del Fénix (Flight of the Phoenix), de 2004, presenta a un avión de carga que se estrella en el Gobi.[17]
- El Aka Allghoi Khorhoi es una criatura mitológica y de la mitología del desierto.
- En 2008 el programa del canal español Cuatro Pekín Express tuvo como una de sus pruebas la marcha de sus concursantes a lo largo de 30 kilómetros por el desierto de Gobi en parejas, con un camello para ayudarles a llevar las mochilas y el agua.
- En la película The Way Back (2010), en castellano Camino a la libertad, donde un grupo de prisioneros del gulag de la Unión Soviética se escapan y se dirigen hacia India donde tienen que cruzar este desierto. Durante la ruta, debido a la poca agua que hay en esta región, mueren algunos del grupo por deshidratación.